# Tımar
Das Tımar-System war die klassische Form der Abgabenerhebung im Osmanischen Reich in dessen Kernprovinzen vor dem 19. Jahrhundert. Zu diesem Zweck wurde das kultivierbare Land in Bezirke mit unterschiedlicher Größe und unterschiedlichem Ertrag eingeteilt, deren einer, für das System namensgebend, Tımar / تيمار genannt wurde. Der Inhaber eines solchen Bezirks wird als Timariot oder Timarli (Tımarlı) bezeichnet.

## Funktionsweise
Das kultivierbare Land war mit ganz geringen Ausnahmen Staatsland (miri). Es war entweder tapulu, das heißt an einen bäuerlichen Haushalt zur Nutzung erblich vergeben oder frei verpachtet (mukataalu). Das Tapu garantierte nicht nur das Nutzungsrecht, sondern statuierte auch die Verpflichtungen des Bauern, insbesondere die Abgabenleistung. Grundlage des Zuschnitts dieser zwar vererblichen, aber unveräußerbaren und unteilbaren Bauernstellen war das Cift-Hane-System (türkisch Çift-Hane oder Çifthane). Es unterlag einer wiederkehrenden Schätzung und Überprüfung (tahrir).
Die Abgaben dieser Landbevölkerung wurde bezirksweise aufgeteilt auf
- die staatlichen Domänen (hass-ı hümayun)
- die has genannten Domänen der Beys und Wesire mit einem Ertrag von mehr als 100.000 Akçe jährlich
- die ziyamet genannten Pfründen der Unterführer mit einem Ertrag von 20.000 bis 100.000 Akçe
- die einfachen tımar oder dirlik genannten weiteren Pfründen für die Spahis mit einem Ertrag  bis 20.000  Akçe. Der Mindestertrag wurde bei 500-750 Akçe gesehen.
- Erledigte und noch nicht neu vergebene Tımars wurden mevkuf genannt.
- An Zivilpersonen vergebene Has, Ziyamets und Tımars wurden mit Bezeichnungen wie arpalık („Gerstengeld“), paşmaklık („Pantoffelgeld“) oder özengilik („Mühegeld“) bezeichnet[2]

Die Timarioten, die Tımar-Inhaber, erhielten diese Einkünfte anstelle eines Gehalts (gelegentlich auch mit weiteren Zahlungen) und hatten von diesen Erträgen nicht nur ihren Unterhalt, sondern auch die Amtsaufwendungen, die Militärpersonen je nach Einkünften auch die Gestellung weiterer Soldaten zu bestreiten. Bei der Vergabe an Günstlinge oder aus dem aktiven Dienst ausgeschiedene Personen erfüllte die Tımar-Zuweisung die Funktion einer Pension bzw. Sinekure.

## Geschichte des Systems
Bereits der erste Herrscher des Osmanischen Reichs, Osman I. (reg. 1281–1326) versuchte, seine Anhänger mit der Vergabe von Ländereien an sich zu binden. Unter verschiedenen Bezeichnungen des Rechtstitels vergab auch Murad I. (reg. 1359–1389) Land in den neu eroberten Provinzen an seine Kommandeure. In der Folgezeit strebten die Sultane danach, das alleinige Eigentum an den Ländereien zu erlangen und lediglich mehr Nutzungsrechte auf Zeit zu vergeben. Für das hierdurch entstehende Tımar-System wird sowohl das in muslimischen Ländern bestehende Iqta-System, als auch das byzantinische Pronoia-System als Vorbild gesehen. Es weist aber auch starke Ähnlichkeiten mit der mongolischen Form des Iqta-Systems auf, das zuerst Ghazan Khan (reg. 1295–1303) eingerichtet haben soll, um seine Kämpfer und deren Pferde zu alimentieren.
Aus der Regierungszeit Murads II. (reg. 1404–1451) sind Tımar-Register für die Vergabe von Tımaren an Sipahis (Reitersoldaten) erhalten. Doch verlor das System rasch seine militärische Funktion. Mit Mehmet II. (reg. 1451–1481) wurde das Tımar-System zur einzig erlaubten Form der Landvergabe im Osmanischen Reich. Im 17. Jahrhundert ging die Zahl der Tımare rapide zurück, 1831 schließlich wurde das System per Gesetz abgeschafft. Ab diesem Zeitpunkt waren alle Ländereien in Staats- oder Privatbesitz.

## Çift-Hane
Das Çift-Hane war die Besteuerungseinheit der Bauernfamilie, auf der das ländliche Steuersystem beruhte. Die Einheit bestand aus drei Teilen: Dem besteuerbaren verheirateten Bauern (Hane) mitsamt seiner Familie (der Arbeitskraft), das an ihn verpachtete Land (Çiftlik / چفتلك), das mit einem Ochsenpaar (Çift / چفت) bearbeitet werden konnte. Dabei musste das Land groß genug sein, um zum einen den Bauern mit seiner Familie zu ernähren, zum anderen mussten auch die Betriebskosten und Abgaben (z. B. Steuern) daraus gedeckt werden können. Die drei genannten Elemente bildeten zusammen eine unauflösliche Einheit sowohl für steuerliche Zwecke als auch zur Bemessung der Landgröße. Dieses Land war durch gesetzliche Bestimmung in männlicher Linie erblich und durfte nicht geteilt werden. Den Sipahis war es verboten, das für Çift-Hane für die Besiedlung mit Bauern vorgesehene Land zu besetzen oder zu bearbeiten.
Die Größe der mit einer Çift-Hane Einheit verbundenen Landfläche variierte je nach Bodenqualität und Anbaubedingungen in den verschiedenen Landesteilen und lag zwischen 5 und 15 Hektar für jeden Bauern mit seiner Familie und dem Ochsengespann.
Das Çift-Hane-System wurde auch in den von den Osmanen eroberten Gebieten als Methode der Landkolonialisiation eingesetzt.